# Solta
Solta (in croato Šolta) è un'isola della Dalmazia a sud di Spalato, nella regione spalatino-dalmata, in Croazia. Il territorio dell'isola coincide con il comune di Solta.

## Geografia
Solta è collocata a sud-est di Zirona Grande (Drvenik Veli), separata da quest'ultima dal canale di Solta (Šoltanski kanal); a sud di Bua (Čiovo), da cui è separata dal canale di Spalato (Splitski kanal); e ad ovest di Brazza (Brač) da cui è divisa dallo stretto della Porta di Spalato (Splitska Vrata).
Solta è lunga più di 18 km e larga 3,5, la sua superficie è di 58,17 km² e lo sviluppo costiero di 79,45 km. È un'isola rocciosa con coste frastagliate e molte insenature e una vegetazione mediterranea florida. Il punto più alto è il monte Superiore (Vela Straža o Gornje Selo), 237 m s.l.m., a sud-est. Un altro rilievo è il monte Guardia o Guardia Grande (211 m), a nord-ovest, anch'esso chiamato in croato Vela Straža.
La località più importante è il paese di Grocote (Grohote), al centro dell'isola, dove vivono i due terzi della popolazione, con Porto Carober  (luka Rogač), sulla costa nord-est, dove attraccano i traghetti. Altri insediamenti sono: Porto Sordo (Nečujam), poco più a sud-est sempre sulla costa, nell'omonima insenatura che è la maggiore dell'isola, ove troviamo la piškera (peschiera), ovvero dove Diocleziano teneva il pesce per il palazzo, qui molte barche possono ancorare ancora liberamente. Segue Stomora (Stomorska), in una piccola baia. Nella parte meridionale interna è situata Villa Superiore  (Gornje Selo) detta anche Grossizza Superiore (Gornja Krušica) e, ad ovest di Grocote, Villa Inferiore (Donje Selo) e Villa Media (Srednje Selo); sulla costa occidentale si trova Porto Oliveto (Maslinica).
I porti più importanti sono quelli suddetti della costa nord-est, ma sono molte le insenature anche sulla costa sud-occidentale: val Luka, tra punta Liuca (rt Livka) e punta Zappa o Mateca (rt Motica), le due punte sud-est di Solta. Risalendo poi verso nord-ovest, verso punta Marinizza (Marinča rat), ci sono: val Travna o Trauna Grande (uvala Vela Travna), Porto Rosso (Stračinska uvala), valle Gradasca o Sensca (Senjska uvala), e valle Tattigna, Tatigna, Tatignach o Tatignak (uvala Tatinja), al centro della quale c'è uno scoglio senza nome. Infine, sul lato occidentale, a sud di Porto Oliveto: porto o valle Sessola (uvala Šešula).

### Isole adiacenti
Di fronte a Porto Oliveto si trova il piccolo arcipelago di Maslinica (Maslinički škoji), un gruppo di 7 isolotti, il maggiore dei quali è Santo Stefano (Stipanska). A sud-est, tra Solta e Brazza c'è l'isolotto Smerduglia. 

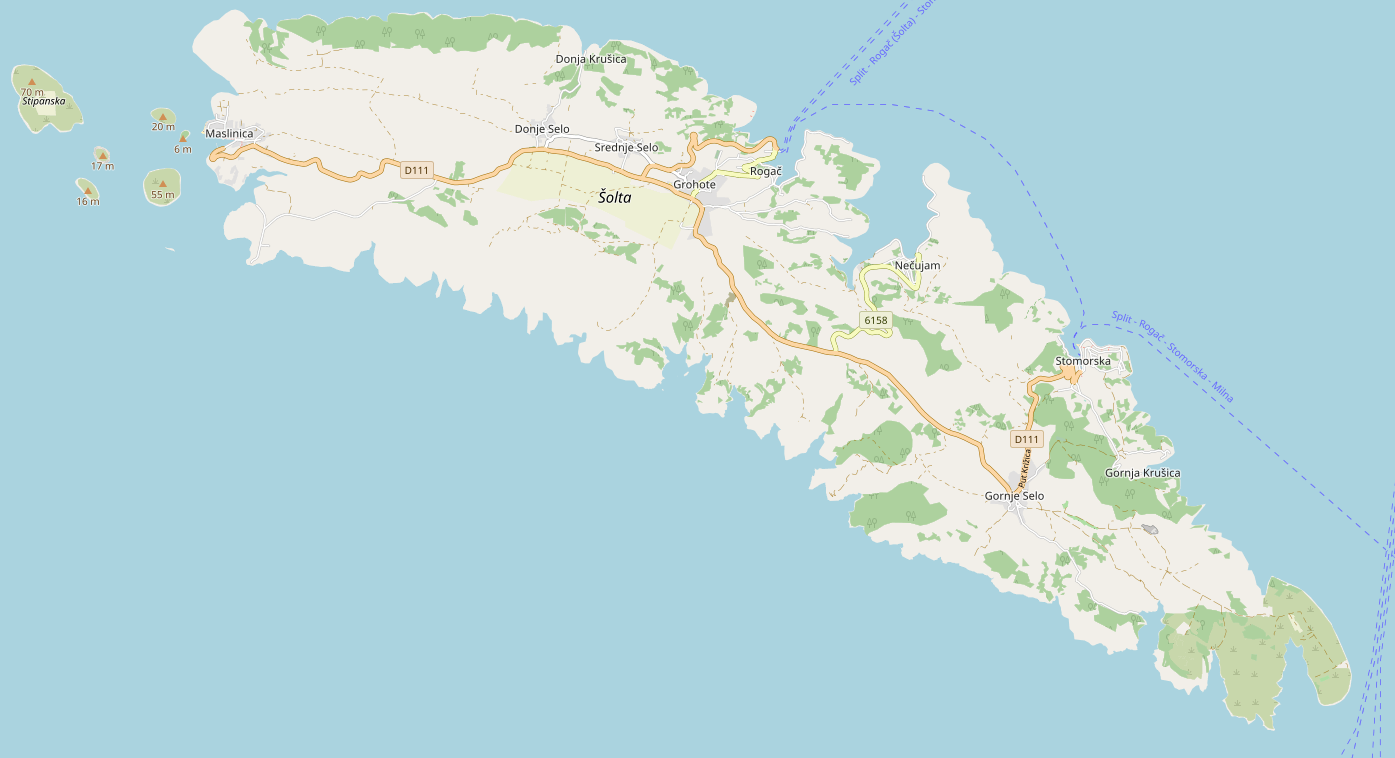
Mappa di Solta

## Storia
Solta è stata abitata fin dall'età del bronzo: sono state ritrovate tracce di insediamenti neolitici e fortificazioni e tombe illiriche in varie parti dell'isola. Abitata dai Greci intorno al IV secolo a.C., fu da loro chiamata Olyntha (con questo nome appare nella tavola Peutingeriana), e Solentia dai Romani che la occuparono nel II secolo. Nello statuto della Repubblica di Ragusa del XIII secolo appare con il nome di Solta. 
Quando nel VII secolo gli slavi e avari, con la distruzione di Salona, presero il controllo della regione, migliaia di romani fuggirono verso le isole, tra cui Solta. Fu invasa dai Narentani verso il IX secolo. Nel 1420 entrò a far parte della Repubblica di Venezia. Dopo esser stata occupata dagli inglesi nel 1813, passò all'Austria nel 1814. Nel novecento, venne annessa al Regno di Jugoslavia nel 1920 per poi entrar a far parte del Regno d'Italia dal 1941 al 1943. Dopo la seconda guerra mondiale, tornò alla Jugoslavia.
Dal 1992 fa parte della Croazia indipendente.

## Società

### La presenza autoctona di italiani
A Solta esiste una piccola comunità di italiani autoctoni, che rappresentano una minoranza residuale di quelle popolazioni italiane che abitarono per secoli ed in gran numero, le coste dell'Istria e le principali città di questa, le coste e le isole della Dalmazia, e il Quarnaro, che erano territori della Repubblica di Venezia. La presenza di italiani autoctoni a Solta è drasticamente diminuita in seguito all'esodo giuliano dalmata, che avvenne dopo la seconda guerra mondiale e che fu anche cagionato dai "massacri delle foibe".
Ebbe una significativa componente italofona fino all'ottocento. In seguito l'isola venne annessa al Regno di Jugoslavia alla fine della prima guerra mondiale, ciò provocò una forte diminuzione numerica della minoranza autoctona italofona. La diminuzione continuò fino a dopo la seconda guerra mondiale. Oggi, secondo il censimento ufficiale croato del 2011, è rimasto un piccolo nucleo di italiani.

### Cartografia
- (HR) Mappa topografica della Croazia 1:25000, su preglednik.arkod.hr. URL consultato il 27 febbraio 2017.
- G. Giani, Carta prospettiva delle Comuni censuarie della Dalmazia, foglio 8, 1839. Fondo Miscellanea cartografica catastale, Archivio di Stato di Trieste.
- Carta di cabottaggio del mare Adriatico, foglio IX, Milano, Istituto geografico militare, 1822-1824. URL consultato il 18 marzo 2017 (archiviato dall'url originale il 13 aprile 2013).